# Dorneni (gmina Plopeni)
Dorneni – wieś w Rumunii, w okręgu Bacău, w gminie Plopana. W 2011 roku liczyła 37 mieszkańców.